# ベルティル・カールソン
ベルティル・カールソン（Bertil Carlsson、1903年8月25日 - 1953年11月26日はスウェーデン、ストックホルム県Hägernäs出身のスキージャンプ選手。1920年代に活躍した。

## プロフィール
1927年ノルディックスキー世界選手権スキージャンプで同僚トーレ・エドマン、チェコスロバキアのウィレン・ディックに次いで銅メダルを獲得。
翌1928年のサンモリッツオリンピックでは10位となっている。